# ساعت ساز سن پل
ساعت ساز (به فرانسوی: L'Horloger de Saint-Paul‎، که با عنوان ساعت ساز سنت پل شناخته م‌شود) یک فیلم درام جنایی فرانسوی به کارگردانی برتران تاورنیه است که در سال ۱۹۷۴ ساخته شده است. این فیلم بر اساس رمانی با همین نام، به قلم ژرژ سیمنون که در سال ۱۹۵۴ نوشته شده، به تصویر کشیده شده است. داستان فیلم، زندگی مردی را روایت می‌کند که همسرش را از دست داده است.

## جوایز
این فیلم در جشنواره بین‌المللی فیلم برلین در دوره بیست و چهارم برنده جایزه بزرگ هیئت داوران و خرس نقره‌ای شد.